# 24063 Nanwoodward
24063 Nanwoodward è un asteroide della fascia principale. Scoperto nel 1999, presenta un'orbita caratterizzata da un semiasse maggiore pari a 2,5301005 UA e da un'eccentricità di 0,0800318, inclinata di 0,96591° rispetto all'eclittica.